# بدترین غیرممکن
بدترین غیرممکن (اسپانیایی: Peor imposible‎) یک فیلم کمدی اسپانیایی-بریتانیایی است که در سال ۲۰۰۲ منتشر شد.

## گزیدهٔ بازیگران
- السا پاتاکی
- بیکتور کلاویخو
- ویلی تولدو
- پائولا اچه‌باریا
- پره پونسه